# Ozy Media
Ozy Media — американская медиа- и развлекательная компания, основанная в сентябре 2013 года Карлосом Уотсоном и Самиром Рао. Штаб-квартира находится в Маунтин-Вью, Калифорния, с дополнительным офисом в Нью-Йорке. 27 сентября 2021 года The New York Times сообщила о серии скандалов в Ozy, связанных с мошенничеством и неправомерным поведением руководителей. 1 октября, после негативного внимания со стороны средств массовой информации, совет директоров Ози объявил о прекращении деятельности компании. 4 октября Уотсон объявил, что компания останется с значительно сокращённым советом директоров.

## Финансирование
Ozy был запущен как цифровой журнал и ежедневный информационный портал в сентябре 2013 года. В декабре 2013 года компания привлекла начальный раунд финансирования в размере 5,3 миллиона долларов при поддержке Лорен Пауэлл Джобс, основательницы Emerson Collective.
В октябре 2014 года Ozy объявил, что немецкий медиа-гигант Axel Springer инвестировал в компанию 20 миллионов долларов.
В январе 2017 года Ozy объявил о раунде сбора средств серии B на сумму 10 миллионов долларов, который возглавил GSV Capital Майкла Мо.
В ноябре 2019 года Ozy объявил о раунде серии C на сумму 35 миллионов долларов, который возглавил бизнесмен Марк Ласри.
В январе 2021 года Уотсон заявил, что компания впервые достигла прибыльности. Он заявил, что в 2020 году доход Ozy составил 50 миллионов долларов. Несколько крупных новостных агентств поставили под сомнение законность этих утверждений, и впоследствии инвесторы подали в суд, заявив о мошенничестве и сокрытии информации.
В марте 2021 года Ozy и Dentsu объявили, что договорились о многолетнем партнёрстве в рамках инвестиций Dentsu в «значимые медиа», ориентированные на потребителей миллениалов и поколения Z.

## Обвинения в мошенничестве и закрытие
26 сентября 2021 года New York Times сообщила, что Самир Рао, главный операционный директор и соучредитель компании, выдал себя за руководителя YouTube во время телефонной конференции с Goldman Sachs. Встреча была попыткой обеспечить инвестиции в размере 40 миллионов долларов. Goldman Sachs связался с Google, материнской компанией YouTube, и подтвердил, что ни один из руководителей YouTube не участвовал в этом разговоре. В результате Goldman Sachs отказался от инвестиций. Google передал дело в федеральные правоохранительные органы. В отчёте New York Times также обсуждались завышенные показатели трафика, о которых BuzzFeed сообщил в 2017 году.
После освещения в СМИ совет директоров попросил Самира Рао взять отпуск и объявил, что они наняли юридическую фирму Paul, Weiss, Rifkind, Wharton & Garrison для проведения обзора деловой практики компании. В некоторых источниках сообщалось, что члены совета директоров, запросившие пересмотр, больше не работают в компании. Ряд известных людей и организаций дистанцировались от Ozy Media после публикации статьи в Times. Тележурналист Кэтти Кей, которая присоединилась всего за три месяца до этого, ушла из Ozy Media. A&E отменила трансляцию документального фильма, который она сняла с Ozy. Председатель компании Марк Ласри подал в отставку после трёх недель работы и сказал в своём заявлении: «Я считаю, что для продвижения вперёд Ozy требуется опыт в таких областях, как антикризисное управление и расследования, где у меня нет особого опыта».
1 октября 2021 года Карлос Уотсон, который только что был переизбран на второй трёхлетний срок в качестве корпоративного директора NPR, подал в отставку непосредственно перед тем, как комитет по управлению планировал собраться, чтобы определить его будущее. Правление объявило о закрытии компании, заявив: «Поэтому с тяжёлым сердцем мы должны объявить сегодня, что мы закрываем двери Ozy». Большая часть персонала была уволена.

## Перезапуск
4 октября 2021 года Карлос Уотсон заявил, что Ozy Media не закрывается. LifeLine Legacy Holdings, компания по управлению фондами, которая инвестировала более 2 миллионов долларов, подала иск, утверждая, что Ozy Media «причастен к мошенническим, вводящим в заблуждение и незаконным действиям».
В Axios отметили, что компания по-прежнему будет сталкиваться с многочисленными проблемами при попытках восстановления, включая расследования, проводимые федеральным правительством США и сторонними юридическими фирмами. Они также отметили, что остаётся неясным, сколько денег осталось у компании, и что в совет директоров теперь входят только Уотсон и венчурный капиталист Майкл Мо.
В ноябре 2021 года сообщалось, что Министерство юстиции и Комиссия по ценным бумагам и биржам США (SEC) начали расследование в отношении компании. В компании подтвердили, что получил известие от SEC.
В феврале 2022 года Уотсон опубликовал в Твиттере ссылку на статью, в которой он подробно цитируется и описывается будущее видение «Ozy 2.0», не упоминая никаких противоречий, которые привели к закрытию. Vice World News заметила, что автор статьи, «журналист с подозрительным именем Хью Грант», был изображён со стоковой фотографией. Tech Bullion, новостной сайт, на котором была опубликована статья Ozy 2.0, взимал плату за публикацию статей, по словам репортёра The Information. Уотсон удалил свой первоначальный твит, а затем написал в Твиттере: «Я дал интервью. Рассказал обо всех захватывающих вещах, происходящих в OZY. Я ожидал, что интервью будет опубликовано в основном выпуске деловых новостей. Использовал псевдоним. Все содержание правда. Отличный контент, неправильная подача». Статья Tech Bullion с тех пор была удалена.